# Quatuor à cordes sur le nom B-la-f
Pour les articles homonymes, voir Quatuor à cordes (homonymie).
Le Quatuor à cordes sur le nom B-la-f est un quatuor à cordes collectif, composé par Nikolaï Rimski-Korsakov, Anatoli Liadov, Alexandre Borodine et Alexandre Glazounov en 1886.

## Historique
Le Quatuor à cordes sur le nom B-la-f est composée en 1886 par quatre compositeurs : Nikolaï Rimski-Korsakov, Anatoli Liadov, Alexandre Borodine et Alexandre Glazounov. Il est écrit pour et en l'honneur de l'éditeur de musique et mécène Mitrofan Belaïev. Ce dernier avait, depuis le début des années 1880, prit l'habitude d'organiser des réunions informelles chez lui. C'est lors de l'une de ces réunions que chaque compositeur écrit un mouvement du quatuor à l'occasion du 50e anniversaire du mécène russe.

## Composition
L'œuvre se compose de quatre mouvements, chacun composé par un compositeur différent :
1. Sostenuto assai – Allegro par Nikolaï Rimski-Korsakov[3] ;
2. Scherzo – Vivace par Anatoli Liadov ;
3. Serenata alla spagnola – Allegretto par Alexandre Borodine[4] ;
4. Finale – Allegro par Alexandre Glazounov.

## Analyse
Chaque mouvement écrit par les quatre compositeurs est basé sur un thème de trois notes : si bémol-la-fa, qui est un cryptogramme musical reprenant le nom de Mitrofan Belaïev : B (si bémol en allemand)-la (la en français)-f (fa en anglais).

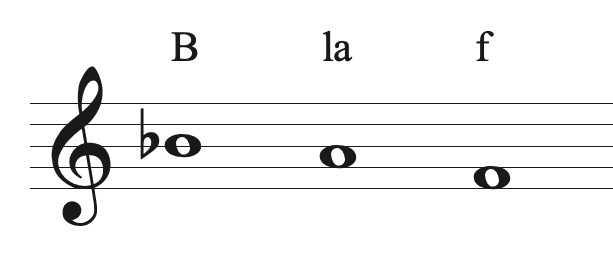
Motif musical B-la-F.